# تیسادرژ
تیسادرژ (به مجاری:  Tiszaderzs) یک منطقهٔ مسکونی در مجارستان است که در ناحیه تیسافورد واقع شده‌است. تیسادرژ ۲۷٫۱۹ کیلومتر مربع مساحت و ۱٬۰۵۱ نفر جمعیت دارد.